# Appendicula torta
Appendicula torta är en orkidéart som beskrevs av Carl Ludwig von Blume. Appendicula torta ingår i släktet Appendicula och familjen orkidéer. Inga underarter finns listade i Catalogue of Life.